# Šamši-Adad II.
Šamši-Adad II. (Schamschi-Adad) regierte von etwa 1537 bis 1532 v. Chr. (ultrakurze Chronologie). Nach der assyrischen Königsliste betrug seine Amtszeit als 57. assyrischer König sechs Jahre. Er war Sohn des Erišum III.